# Miloš Kratochvíl (spisovatel)
Miloš Kratochvíl (* 6. ledna 1948 Praha) je sportovní redaktor, spisovatel, televizní scenárista.

## Životopis
Po základní škole absolvoval Střední průmyslovou školu potravinářské technologie, studium zakončil v roce 1967. Pak pokračoval na Karlově univerzitě studiem žurnalistiky, studium však nedokončil.
V letech 1970–1980 byl sportovním redaktorem v časopisu Stadion, pak se stal spisovatelem „na volné noze“. Napsal řadu povídek do různých antologií, jiné z žánru sci-fi uveřejnil v povídkové knize Pavilón J. Byl velmi činným scenáristou pro Československou televizi, kde uplatnil desítky scénářů.. Je autorem řady písničkových textů, básniček, fejetonů i pohádek. Psal do dětských časopisů Mateřídouška a Sluníčko.

## Dílo

### Próza pro dospělé
- Svědek v bílé tmě (1979)
- Pavilon J (1983)
- Pozůstalí po Amorovi (1995)

### Próza pro děti
- Králi, já mám nápad (1994)

- Už sněží už chumelí! aneb Mikuláš, Ježíšek, pan Vrána a my (2000)
- Jak chtěl být Honza peciválem (2000)
- Rybáři a hastrmani (2006)
- Františkovy pohádky z Kouzelné školky (2006)
- Františkova velká kniha pohádek (2007)
- Čaroděj z nafukovacího stromu (2008)
- Omyl děda Vševěda (2008)
- Jejda a Helemes (2009)
- Pachatelé dobrých skutků 1: Puntíkáři (2009)
- Pachatelé dobrých skutků 2: Duchaři (2009)
- Pachatelé dobrých skutků 3: Kouzláci (2010)
- Pachatelé dobrých skutků 4: Bouráci (2011)
- Pachatelé dobrých skutků 5: Klofáci (2012)

### Poezie pro děti
- Potkal kočkodán kočkonora (2000)
- Hodina smíchu (2000)
- Zapište si za uši (2001)
- Deset malých Bohoušků (2002)
- Létací koště (2003)
- Pes nám spadla (2012)
- Kouká roura na kocoura (2014)
- Proč je pštros největší

### Leporela
- Jaké bude počasí, Před oponou, za oponou, Psiny, Bodlináček, ježčí kluk, Bodlináček, ani krejčí, ani švec, Bodlináček ve Veselí

### Scénáře

#### TV inscenace pro dospělé
- Tot-amor (1981)
- Bhudžangásána znamená kobra (1983)
- Deus ex machina (1984)
- Konkurs na chlapa (1984)
- Muž, který neměl strach (1985)
- Domácí lékař (1986)
- Robotóza (1986)
- Drahá tetičko (1987)
- Zatmění všech sluncí (1987)
- Kdo ví, kdy začne svítat (1988)
- Cesty ze slepých map (1989)
- Stačí stisknout (1989)
- Přes padací mosty (1991)
- Kšeft (1992)
- Styď se, nebožtíku! (1993)
- Nevěstinec duší (1993)

#### TV pohádky
- Taneček přes dvě pekla (1982)
- Slané pohádky (1984)
- Králi, já mám nápad! (1984)
- A co ten ruksak, králi? (1986)
- Žáku Kašíku, nežeň se! (1986)
- O houslích krále snů (1987)
- Kalhoty od krejčího ze Lhoty (1988)
- Jaké vlasy má Zlatovláska (1992)
- Ať ten kůň mlčí! (1992)
- O zázračné mouše (1993)
- Neklejte, princi! (1993)
- Třetí noc pro čaroděje (1994)
- Pozor na kozoroha! (1994)
- Hrad stínů (1995)
- Omyl Děda Vševěda (1995)
- Dědo, čaruj! (1996)
- O mrňavém obrovi (1996)
- Jak vyženit z pekla štěstí (1997)
- Princezna za pět korun (1997)
- Jak se Matěj učil čarodějem (1998)
- Čerte, tady straší! (1999)
- Smůla (1999)
- Brnění a rolničky (2001)

#### Divadlo
- Taneček přes dvě pekla
- Omyl Děda Vševěda
- Princezna za tři koruny
- A co ten ruksak, králi?

#### Večerníček
- Čaroděj z nafukovacího stromu – 13 dílů (ČT 2008)